# Chukkallo Chandrudu
Chukkallo Chandrudu (telugu: చుక్కల్లో చంద్రుడు)  to tollywoodzki komediodramat miłosny i rodzinny wyreżyserowany w 2006 roku przez debiutanta Siva Kumara, który asystował Mani Ratnamowi przy produkcji filmu Yuva. W roli głównej Siddharth Narayan, znany z Nuvvostanante Nenoddantana i Bommarillu. W drugoplanowych Sadha, Saloni Aswani, Charmme Kaur i Akkineni Nageswara Rao.

## Obsada
- Siddharth Narayan – Arjun
- Akkineni Nageswara Rao – dziadek Arjuna
- Charmme Kaur – Sandhya
- Saloni Aswani – Shalini
- Sadha – Sravani
- Sunil – Puppy
- Waheeda Rehman – babcia Arjuna (gościnnie)
- Prabhu Deva – Sharat (gościnnie)

## Muzyka
Film zawiera 5 piosenek skomponowanych przez Chakri:
- Kalanaina – Karthik & Harini

- Preme Paravasham – Karthik & Chinmayee

- Dolna Dolna – Sukhwinder Singh

- Navvutho Ringtone – Kunal Ganjawala & Kousalya

- Everybody – Shaan & Siddharth Narayan

- Edhalo Eppudo – Siddharth Narayan & Kousalya

- Pichchi Prema – Chakri & Vasu